# 弗雷德里科·貝南西奥
弗雷德里科·貝南西奥（葡萄牙語：Frederico Venâncio；1993年2月4日—）是一位葡萄牙足球運動員。在場上的位置是中後衛。現效力於西乙球隊伊巴。他也代表葡萄牙U21國家隊參賽。